# کلودیو ایمهوف
کلودیو ایمهوف (انگلیسی: Claudio Imhof؛ زادهٔ ۲۶ سپتامبر ۱۹۹۰) دوچرخه‌سوار اهل سوئیس است.
وی در مسابقات کشوری و بین‌المللی در مجموع برندهٔ ۳ مدال برنز شده‌است.